# 30. вечити дерби у фудбалу
30. вечити дерби у фудбалу је фудбалска утакмица одиграна у Београду 8. априла 1962. године, између Црвене звезде и Партизана. Утакмица се завршила резултатом 1 : 1 (0 : 1).